# Rafi ibn al-Layth
Rafi ibn al-Layth ibn Nasr ibn Sayyar (àrab: رافع بن الليث بن نصر بن سيار, Rāfiʿ b. al-Layṯ b. Naṣr b. Sayyār) o, més senzillament, Rafi ibn al-Layth fou un rebel contra el Califat Abbàssida a Transoxiana al principi del segle IX.

## Biografia
Es creu que era net del darrer governador omeia del Khorasan, Nasr ibn Sayyar al-Kinaní (738-748). Es va revoltar el 806 a Samarcanda i la rebel·lió es va generalitzar a tota Transoxiana, ja que la població estava en contra de l'explotació financera de la província pel califat que portava a terme amb duresa el governador del Khorasan que aleshores era Alí ibn Issa ibn Màhan (796-808). A més del suport de les poblacions locals iranianes, Rafi va aconseguir ajuda dels turcs de les estepes, oghuz i karluks El califa Harun ar-Raixid va enviar contra el rebel al general Hàrtama ibn Àyan, designat governador militar a aquesta província que fins aleshores governava el germà del califa, Abu-Jàfar Abd-Al·lah (després fou el califa al-Mamun 813-833). Com que Hàrthama no progressava prou, Harun ar-Raixid va voler agafar el comandament personalment. Harthama era a Samarcanda quan va morir Harun ar-Raixid a Tus (809). Després de la mort d'Harun, aviat va esclatar la guerra civil. Rafi es va acabar sotmetent voluntàriament a al-Mamun i va rebre d'aquest l'aman o perdó, després del qual no torna a ser esmentat.